# Euxoa setonia
Euxoa setonia là một loài bướm đêm trong họ Noctuidae.